# Mylabris connata
Mylabris connata là một loài bọ cánh cứng trong họ Meloidae. Loài này được Rey miêu tả khoa học năm 1892.